# Simcoe-Nord
Pour les articles homonymes, voir Simcoe (homonymie).
Circonscription électorale fédérale du Canada
Simcoe-Nord ((en) Simcoe North) est une circonscription électorale fédérale et provinciale en Ontario (Canada).

## Circonscription fédérale
La circonscription se situe au nord de Toronto, entre la baie Georgienne du lac Huron et le lac Simcoe. Elle est constituée de la partie nord du comté de Simcoe, dont les villes d'Orillia et de Penetanguishene.
Les circonscriptions limitrophes sont Haliburton—Kawartha Lakes—Brock, York—Simcoe, Barrie—Springwater—Oro-Medonte, Simcoe—Grey et Parry Sound—Muskoka.

### Historique
C'est l'Acte de l'Amérique du Nord britannique qui divisa le comté de Simcoe en deux districts électoraux, Simcoe-Nord et Simcoe-Sud.
| Législature | Années       | Député                | Député                  | Parti                     |
| ----------- | ------------ | --------------------- | ----------------------- | ------------------------- |
| Simcoe-Nord |              |                       |                         |                           |
| 1re         | 1867–1872    |                       | Thomas David McConkey   | Libéral                   |
| 2e          | 1872–1874    | Hermon Henry Cook     |                         | Libéral                   |
| 3e          | 1874–1878    | Hermon Henry Cook     |                         | Libéral                   |
| 4e          | 1878–1882    |                       | Dalton McCarthy         | Conservateur              |
| 5e          | 1882–1887    |                       | Dalton McCarthy         | Conservateur              |
| 6e          | 1887–1891    |                       | Dalton McCarthy         | Conservateur              |
| 7e          | 1891–1896    |                       | Dalton McCarthy         | Indépendant               |
| 8e          | 1896–1898    | McCarthyite           | Dalton McCarthy         |                           |
| 8e          | 1898-1900    |                       | Leighton McCarthy       | Indépendant               |
| 9e          | 1900–1904    |                       | Leighton McCarthy       | Indépendant               |
| 10e         | 1904–1908    |                       | Leighton McCarthy       | Indépendant               |
| 11e         | 1908–1911    |                       | John Allister Currie    | Conservateur              |
| 12e         | 1911–1917    |                       | John Allister Currie    | Conservateur              |
| 13e         | 1917–1921    | Unioniste             | John Allister Currie    |                           |
| 14e         | 1921–1925    |                       | Thomas Edwin Ross       | Progressiste              |
| 15e         | 1925–1926    |                       | William Alves Boys      | Conservateur              |
| 16e         | 1926–1930    |                       | William Alves Boys      | Conservateur              |
| 17e         | 1930–1935    | John Thomas Simpson   |                         | Conservateur              |
| 18e         | 1935–1940    |                       | Duncan Fletcher McCuaig | Libéral                   |
| 19e         | 1940–1945    |                       | Duncan Fletcher McCuaig | Libéral                   |
| 20e         | 1945–1949    |                       | Julian Ferguson         | Progressiste-conservateur |
| 21e         | 1949–1953    |                       | Julian Ferguson         | Progressiste-conservateur |
| 22e         | 1953–1957    |                       | Julian Ferguson         | Progressiste-conservateur |
| 23e         | 1957–1958    | Heber Smith           |                         | Progressiste-conservateur |
| 24e         | 1958–1962    | Heber Smith           |                         | Progressiste-conservateur |
| 25e         | 1962–1963    | Heber Smith           |                         | Progressiste-conservateur |
| 26e         | 1963–1965    | Heber Smith           |                         | Progressiste-conservateur |
| 27e         | 1965–1968    | Heber Smith           |                         | Progressiste-conservateur |
| 28e         | 1968–1972    | Philip Bernard Rynard |                         | Progressiste-conservateur |
| 29e         | 1972–1974    | Philip Bernard Rynard |                         | Progressiste-conservateur |
| 30e         | 1974–1979    | Philip Bernard Rynard |                         | Progressiste-conservateur |
| 31e         | 1979–1980    | Doug Lewis            |                         | Progressiste-conservateur |
| 32e         | 1980–1984    | Doug Lewis            |                         | Progressiste-conservateur |
| 33e         | 1984–1988    | Doug Lewis            |                         | Progressiste-conservateur |
| 34e         | 1988–1993    | Doug Lewis            |                         | Progressiste-conservateur |
| 35e         | 1993–1997    |                       | Paul DeVillers          | Libéral                   |
| 36e         | 1997–2000    |                       | Paul DeVillers          | Libéral                   |
| 37e         | 2000–2004    |                       | Paul DeVillers          | Libéral                   |
| 38e         | 2004–2006    |                       | Paul DeVillers          | Libéral                   |
| 39e         | 2006–2008    |                       | Bruce Stanton           | Conservateur              |
| 40e         | 2008–2011    |                       | Bruce Stanton           | Conservateur              |
| 41e         | 2011–2015    |                       | Bruce Stanton           | Conservateur              |
| 42e         | 2015–2019    |                       | Bruce Stanton           | Conservateur              |
| 43e         | 2019–2021    |                       | Bruce Stanton           | Conservateur              |
| 44e         | 2021–Présent | Adam Chambers         |                         | Conservateur              |

## Circonscription provinciale
Depuis les élections provinciales ontariennes du 4 octobre 2007, l'ensemble des circonscriptions provinciales et des circonscriptions fédérales sont identiques.